# Baz Khan
Baz Khan oder Sardar Sherbaz Khan (* 18. Jahrhundert oder 19. Jahrhundert; † 1857) war der oberste Fürst (Sardar) der Dhund-Abbasiden von Hazara, heutiges Pakistan. Er regierte in der Zeit des Kolonialreichs von Britisch-Indien.
Sherbaz Khan wollte während der Rebellion im Juli 1857 die englische Siedlung Murree mit einer kleinen Truppe von 300 Mann angreifen, doch wurde sein Plan an die Briten verraten. Er wurde mit seinen acht Söhnen gefangen genommen und erhängt.
| Personendaten    | Personendaten                        |
| ---------------- | ------------------------------------ |
| NAME             | Baz Khan                             |
| ALTERNATIVNAMEN  | Sardar Sherbaz Khan                  |
| KURZBESCHREIBUNG | Fürst (Sardar) der Dhund-Abbasiden   |
| GEBURTSDATUM     | 18. Jahrhundert oder 19. Jahrhundert |
| STERBEDATUM      | 1857                                 |